# Mimela uenoi
Mimela uenoi är en skalbaggsart som beskrevs av Yuiti Wada 2001. Mimela uenoi ingår i släktet Mimela och familjen Rutelidae. Inga underarter finns listade i Catalogue of Life.